# 北国之春
《北国之春》（北国の春）是日本歌手千昌夫在1977年發行的一首歌曲。歌曲的作词者是井出博正，作曲者是远藤实。歌境描述著因求学或谋生而离开家乡来到大城市的游子思念故鄉之情。由千昌夫唱出后，引起广大迴響，唱片售出300万片以上。並在世界各地包括中国大陆、台湾、朝鲜、泰国、越南、菲律宾、夏威夷、蒙古等地以原意或改词以当地语言传唱，成为日本歌曲在外国最受欢迎者之一。
据2010年记者伊藤千寻报导，作词者井出博正接受唱片公司委托，为男歌手千昌夫写歌，此时千昌夫正在家乡岩手县作广告，因此井出博决定以日本北方为背景，並定歌名为《北国之春》，凭对故乡长野县之记忆，加上大学时於东京目睹农村子弟或因求学、或因打工，而到大城市来之情景，同時將他父親来东京探访他时之感触，写成歌词，请名作曲家远藤实谱曲，而完成此脍炙人口名扬海内外之大作。

## 日本演唱歌星與收錄唱片
- 大川榮策 - 『大川栄策名曲選』
- 冠二郎 - 『名曲傑作撰』
- 新沼謙治 - 『名曲傑作撰』
- 藤圭子 - 『GOLDEN☆BEST 藤圭子 ヒット&カバーコレクション 艶歌と縁歌』
- 細川貴志 - 『名曲傑作撰』
- 美空雲雀 - 『カバーソングコレクション〜ひばり演歌をうたう』
- 八代亞紀 - 『八代亞紀大全集』
- 鄧麗君 - 『つぐない』B6

## 改编
这首歌也被改编为台語、國語、粵語和其他几种亞洲語言的版本翻唱。
- 文夏（台語） - 《北國之春》，“心愛的人咱兩人 已經離開三年多”
- 葉啟田（台語）-《北國之春》，“晴空萬里白雲滿天 輕風吹身邊”
- 鄧麗君（國語） - 《我和你》
- 余天（國語）- 《榕樹下》
- 蒋大為（國語） - 《北国之春》，吕远根据日文原词翻译 （页面存档备份，存于）
- 薰妮（粵語） - 《故鄉的雨》